# Ghidra
Ghidra [ˈɡiːdrə] ist ein freies Werkzeug für Reverse Engineering von Software und wurde ursprünglich von der National Security Agency entwickelt. Die Software wurde auf der RSA-Konferenz im März 2019 veröffentlicht. Die Anwendung ist in Java sowie mithilfe des Swing-Frameworks implementiert. Die Decompiler-Komponente wurde in C++ geschrieben und ist daher auch eigenständig und ohne Java verwendbar.

## Architekturen
Folgende Architekturen werden momentan unterstützt:
- 16, 32 und 64-bit x86
- ARM und AARCH64
- PowerPC 32/64 und PowerPC VLE
- MIPS 16/32/64/Micro
- Motorola 68xxx
- Java / DEX Bytecode
- PA-RISC
- PIC 12/16/17/18/24
- Sparc 32/64
- CR16C
- Zilog Z80
- 6502
- Intel MCS-48
- Intel MCS-51
- MSP430
- AVR8
- AVR32
- Infineon TriCore